# James Rube Ferns
James Rube Ferns, de son vrai nom Clarence McCubins, est un boxeur américain né le 30 octobre 1873 et mort le 11 juin 1952 à Pittsburg dans le Kansas.

## Carrière
Passé professionnel en 1896, il devient champion du monde des poids welters le 15 janvier 1900 après sa victoire par disqualification au 21e round contre le canadien Mysterious Billy Smith. Battu le 16 octobre suivant par Matty Matthews, Ferns prend sa revanche le 24 mai 1901 puis perd définitivement son titre face au britannique Joe Walcott le 18 décembre 1901. Il met un terme à sa carrière en 1907 sur un bilan de 47 victoires, 17 défaites et 8 matchs nuls.